# Niederlauken
Niederlauken is een plaats in de Duitse gemeente Weilrod, deelstaat Hessen, en telt 468 inwoners (2005).